# Каменщик

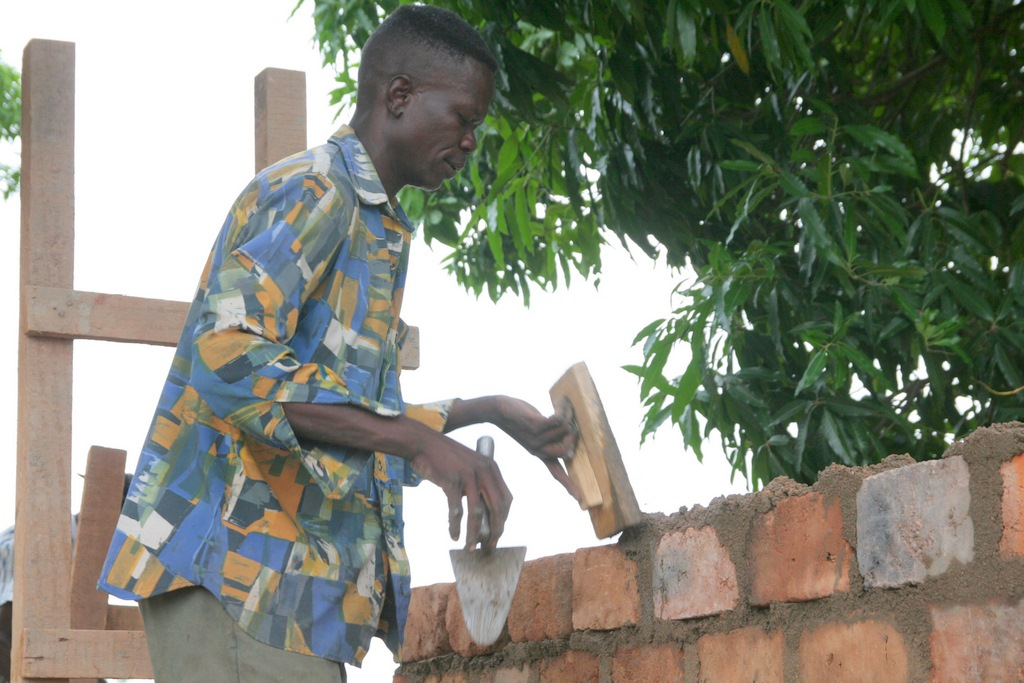
Африканский каменщик за работой по возведению кирпичной кладки

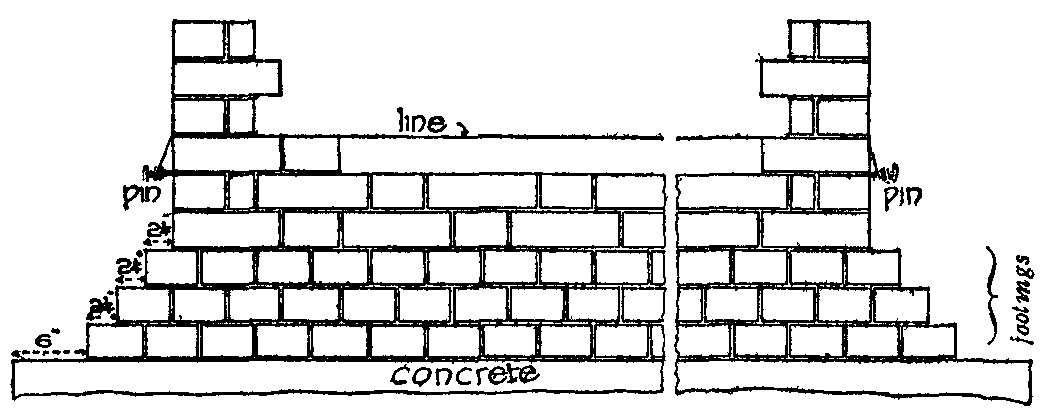
Иллюстрация того, как каменщик при расчистке фундаментов стены строит шесть или восемь слоёв кирпича под внешними углами

Ка́менщик — строительный рабочий, специалист, занимающийся возведением или ремонтом каменных конструкций.
В настоящее время основной вид деятельности каменщика включает в себя кладку из кирпича (кирпичная кладка), бетонных блоков, шлакоблоков, пеноблоков, которая, в отличие от прочих строительных операций, производится вручную. При кладке стен каменщиком выдерживается необходимая толщина и ровность перевязочного растворного шва, проверяется соответствие горизонтальности и вертикальности рядов проектным требованиям, возводятся углы и изгибы стен из целых кирпичей (блоков), половинок и четвертинок.

## История

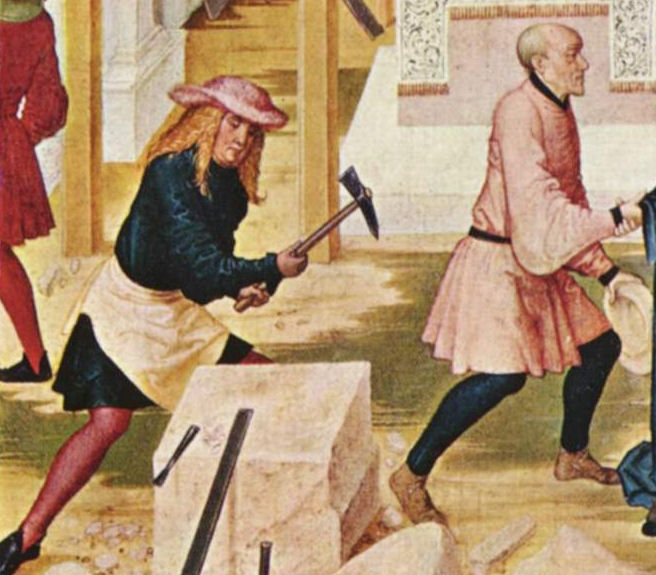
Баварские каменщики (ок. 1505)

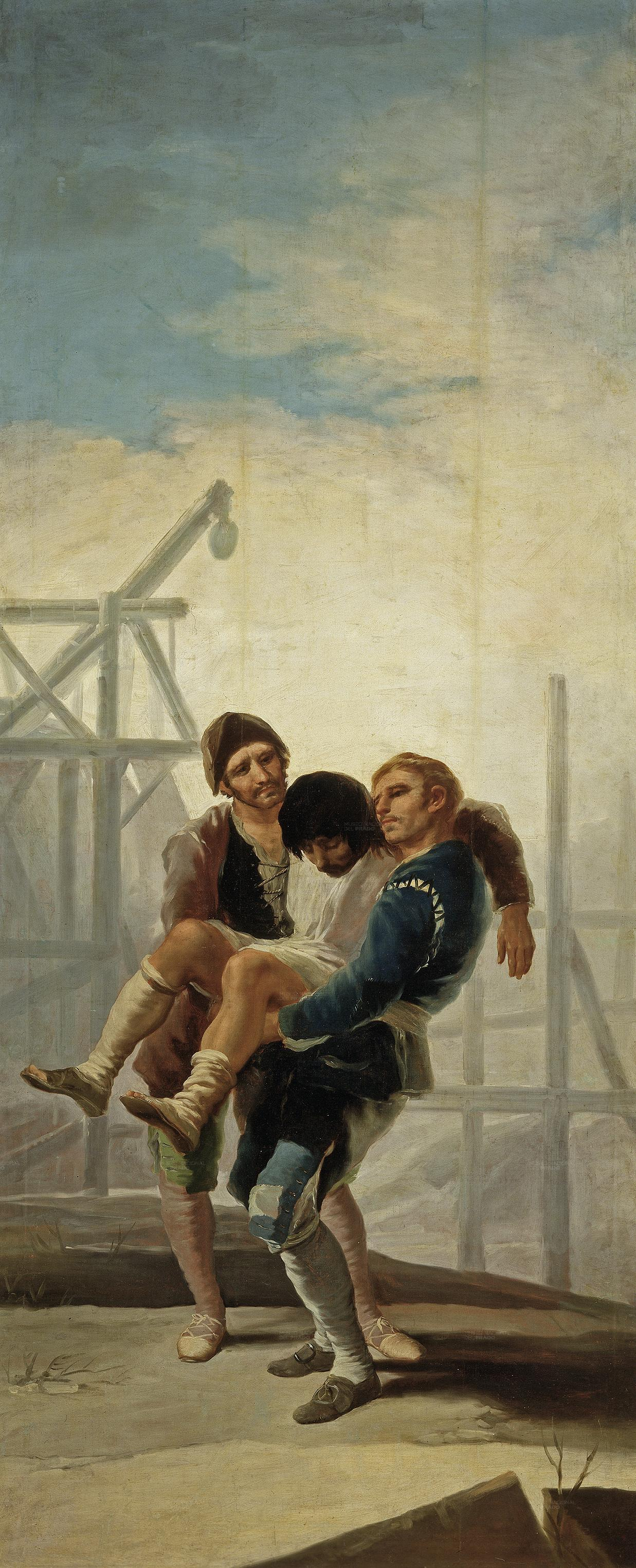
Пострадавший каменщик большой гобелен мультфильма Франсиско де Гойи

Ремесло каменщика — одно из древнейших, так как каменные строения существуют с первобытных времён. Секреты профессионального мастерства каменщиков часто передавались из поколения в поколение.

## Инструменты и приспособления
Для работ с раствором
- Кельма и растворная лопата
- Бункер с челюстным затвором
- Растворный ящик

Для проверки и ведения кладки

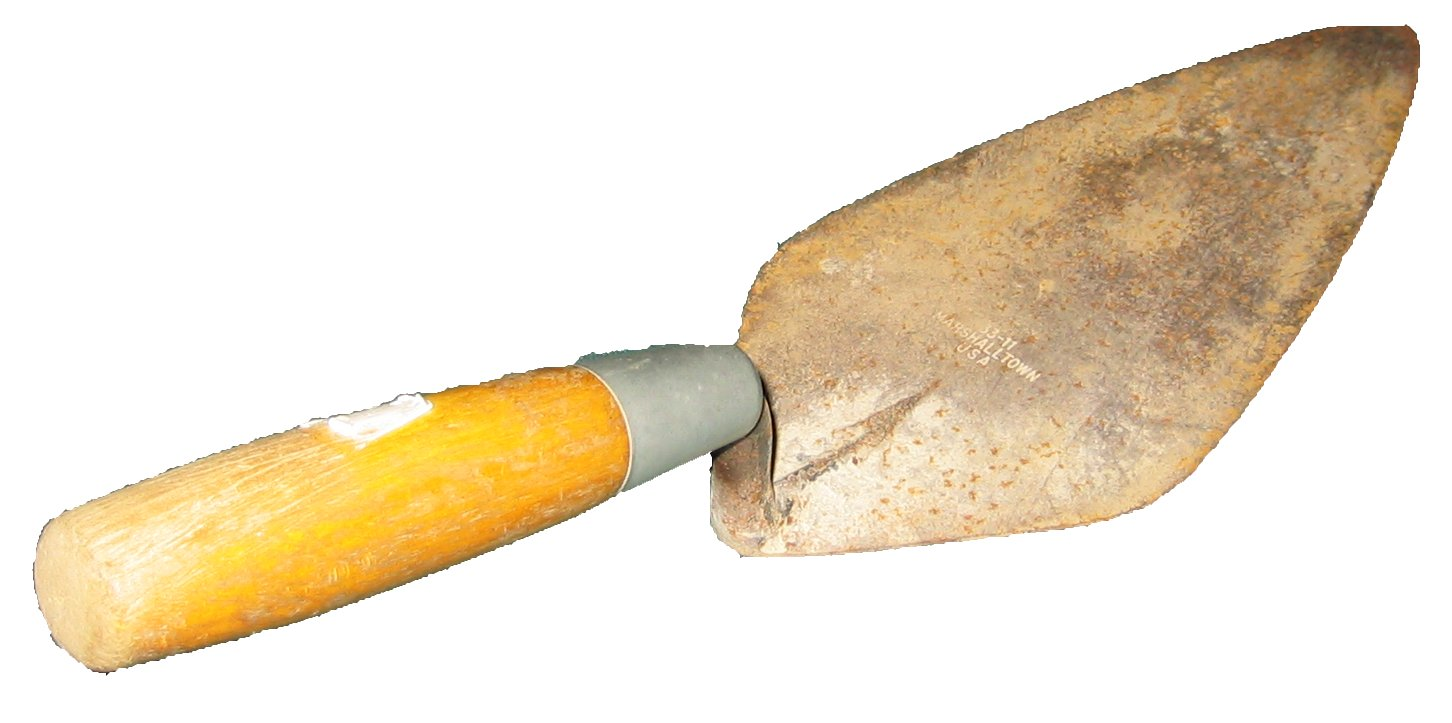
Кельма

- Порядовка — специальное приспособление; деревянная рейка с делениями, служит шаблоном для ровной, качественной кладки.
- Расшивка — для обработки швов в кладке.
- Правило — прямое вытянутое алюминиевое изделие длиной 2 м.
- Причальные скобы и причальный шнур.
- Шаблон угла
- Уровень
- Рулетка
- Отвес (массой 0,2-1,0 кг).

Для рубки и тески кирпича
- Молоток-кирочка[~ 1].

## Ассоциации каменщиков
- Вольные каменщики
- Международный союз каменщиков и объединённых ремесленников[англ.]
- Ассоциация американских каменщиков[англ.]
- Международная ассоциация действующих штукатурщиков и цементоукладчиков[англ.]